# Raša (Isztria)
Raša (ča nyelvjárásban Aršija, olaszul: Arsia) falu és község Horvátországban, Isztria megyében. Közigazgatásilag Barbići, Brgod, Brovinje, Crni, Drenje, Koromačno, Krapan, Kunj, Letajac, Most-Raša, Polje, Raša, Ravni, Skitača, Stanišovi, Sveta Marina, Sveti Bartul, Sveti Lovreč Labinski, Škvaranska, Topid, Trget, Trgetari és Viškovići települések tartoznak hozzá.

## Fekvése
Az Isztria keleti részén, Labin központjától 5 km-re délnyugatra a Raša-folyó mellékvizének a Krapan-pataknak a völgyében fekszik.

## Története
A bányászati tevékenység ezen a vidéken a 17. században indult, a Krapan völgyében kiadott bányászati koncessziós jogról már 1626-ból van adat. A 18. században mintegy negyven bányász évi 560 tonna szenet termelt ki. Az általános iparosodás során, a gőzgépek elterjedésével lehetővé vált a termelés jelentős növelése. Az osztrák uralom idején a 19. század végén és a 20. század elején ezerötszáz bányásszal az éves termelés már 90.000 tonnát tett ki. Ebben az időszakban a Krapan völgyében a bányászok számára lakó és gazdasági épületek sora létesült. 1905-ben felépítették a bányászok védőszentje Szent Borbála tiszteletére szentelt templomot. Az első világháború után az Isztria Olaszország része lett. Az olasz fennhatóság alatt a bányák jelentősége tovább nőtt, az éves termelés 1936-ban hétezer bányásszal már 735.610 tonna volt. Megalakult az „Arsa” szénbányászati társaság („Arsa“ Società Anonima Carbonifera), majd jogutódja a „Ca.I.” (Azienda Carboni Italiani), mely új bányásztelepülés felépítését határozta el. Az építés megkezdését 1928 és 1934 között kiterjedt meliorációs munkák előzték meg, melyek különösen a Krapan völgyében folytak a báró Giuseppe Lazzarini vezette konzorcium irányításával. A munka 1936 áprilisában kezdődött és 1937 áprilisára az épületek többségét már be is bejezték. Az átadás magas olasz állami méltóságok részvételével 1937. november 4-én történt. A projekt tervezője a trieszti építész Pulitzer-Finali volt aki az építés menetét is felügyelte. Pulitzer két településrészt tervezett, az egyiket a munkások, a másikat a tisztviselők számára a két rész között egy központ térrel, mely egyúttal a két rész közötti kapcsolatot jelentette. A munkások számára épített részben zömében négy, kétszobás lakásból álló lakóházak voltak. A lakásokhoz külön bejárat és egy-egy kisebb kert tartozott. A lakásokat egy központi széntüzeléses kemencéből lehetett fűteni. A tisztviselők és vezetők komfortosabb, melegvizes központi fűtéses lakásokat kaptak. A települést két-háromezer főre tervezték, melyet hosszú távon hatezer főre terveztek bővíteni. A házakon kívül kiszolgáló létesítmények, iskola, óvoda, posta, kávéház, étterem, szálloda, bolt, mozi, kórház és sportpálya is létesült, sőt még egy nyitott úszómedencét is építettek. Kiépítették a teljes infrastruktúrát is, vízvezetékkel, csatornahálózattal, közvilágítással, aszfaltozott úthálózattal és a főbb létesítmények számára meleg vízzel. Különös figyelmet szenteltek a főtér kialakításának, melynek fő építménye a Szent Borbála templom volt. A templomot úgy tervezték meg, hogy hajója bányajáratot, harangtornya a Raša címerében is látható bányászlámpát formázza. A teret kezdetben egy nagyméretű bányászszobor is díszítette, mely az ismert trieszti szobrász Marcello Mascherini alkotása volt, de nem sokkal később megsemmisült. Ugyancsak a tér díszítését szolgálja a stílusában odaillő kőből épített kerek szökőkút. Az átadás után egy évvel megalakult az új Raša község. Az építés ideje alatt a települést még Liburniának (az ősi luburn nép nyomán) nevezték, de később a nevet Arsiára változtatták. Nevét az azonos nevű folyóról kapta, mely mellékvizeivel együtt meghatározza e vidék arculatát. Az Arsia (horvátul Raša) név az ókori időkig nyúlik vissza és egy rövid ideig a római területek határát jelentette, így itt volt a határa a 10. században a fiatal horvát államnak is. A második világháború után Raša néven Jugoszlávia része lett. Ebben az időszakban a településnek különös sors jutott. Egyfelől mivel akaratlanul is a fasiszta olasz állam minta települése volt múltja miatt szisztematikusan mellőzték és igyekeztek elsorvasztani, másfelől mint az értékes fekete arany kitermelésének központját igyekeztek maximálisan kihasználni. A jugoszláv közigazgatás a korábban önálló Raša községet Labin városához csatolta. Önállóságát majd csak a független horvát államtól kapta vissza. A településnek 1948-ban 2714, 1981-ben 2149 lakosa volt. Jugoszlávia felbomlása után 1991-ben a független Horvátország része lett. Vezetése azóta azon van, hogy a település régi jelentőségét visszanyerje. 2011-ben a falunak 1444, a községnek összesen 3197 lakosa volt.

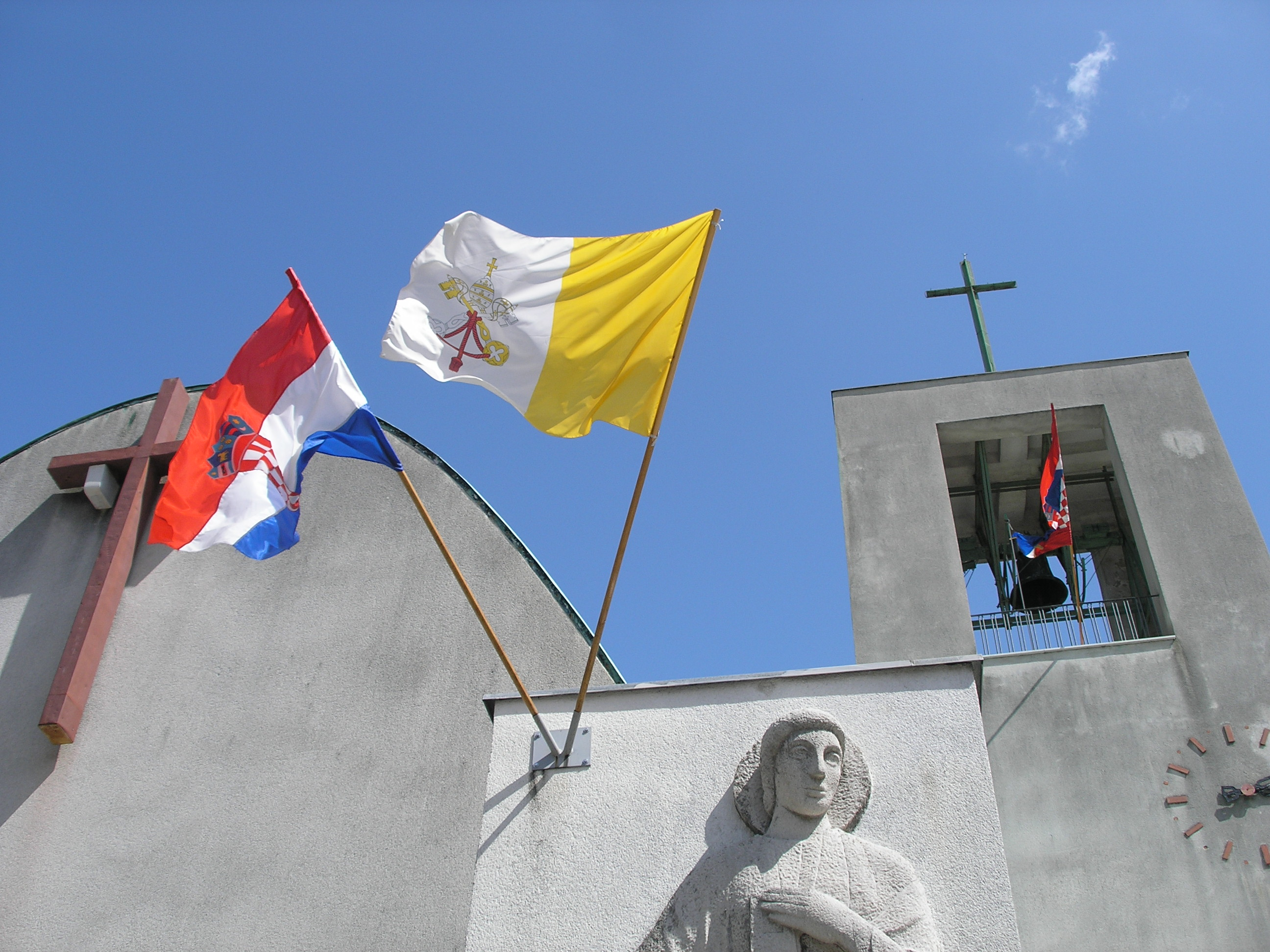
A plébániatemplom homlokzata

## Nevezetességei
Szent Borbála tiszteletére szentelt plébániatemplomát 1936-ban építették és mindenben a bányászat szimbolikájának elemeit viseli. Teteje egy fordított csillét formáz. A homlokzatán látható kereszt a bányában használt sínekből készült. A 26 méter magas harangtorony a Raša címerében is látható bányászlámpát formázza. A templom hajóját a bányajáratok alakjára képezték ki. A harangtoronyban bányászmúzeumot rendeztek be. Belső tere egyedülállóan modern kialakítású. A márvány oltárok, a keresztelőmedence, a szakrális tér oldalsó megvilágítása, a homlokzatra nyíló két nyújtott üvegezett ablak és az oldalsekrestye érdekes megvilágítása az üvegezett kupolával mind egyedülálló hatásúak. A homlokzaton látható Szent Borbála dombormű Ugo Carà trieszti szobrászművész alkotása.

## Lakosság
| Lakosság változása | Lakosság változása | Lakosság változása | Lakosság változása | Lakosság változása | Lakosság változása | Lakosság változása | Lakosság változása | Lakosság változása | Lakosság változása | Lakosság változása | Lakosság változása | Lakosság változása | Lakosság változása | Lakosság változása | Lakosság változása |
| ------------------ | ------------------ | ------------------ | ------------------ | ------------------ | ------------------ | ------------------ | ------------------ | ------------------ | ------------------ | ------------------ | ------------------ | ------------------ | ------------------ | ------------------ | ------------------ |
| 1857               | 1869               | 1880               | 1890               | 1900               | 1910               | 1921               | 1931               | 1948               | 1953               | 1961               | 1971               | 1981               | 1991               | 2001               | 2011               |
| 0                  | 0                  | 0                  | 0                  | 0                  | 0                  | 0                  | 0                  | 2714               | 2888               | 2965               | 2211               | 2149               | 1970               | 1653               | 1444               |